# Arm
För andra betydelser, se Arm (olika betydelser).
| Övre extremitetens anatomi |
| --- |
| Höger arms framsida. · Höger arms baksida. |
| Axel |
| - Skuldergördel (cingulum extremitatis superioris) - Akromioklavikularleden - Skulderblad (scapula) - Nyckelben (clavicula)                                                                             |
| Axelled (art. humeri) |
| - Cavitas glenoidalis - Caput humeri |
| Överarm (brachium) |
| - Överarmsben (humerus) |
| Armbågsled (art. cubiti) |
| - Armvecksgrop (fossa cubitalis) |
| Underarm (antebrachium) |
| - Armbågsben (ulna) - Strålben (radius) |
| Handled (art. radiocarpea) |
| - art. intercarpea - art. mediocarpea - art. carpometacarpea |
| Hand (manus) |
| - Handlov (carpus) - Mellanhand (metacarpus) - Fingrar (digiti manus) - Tumme (pollex) - Pekfinger (index) - Långfinger (digitus medius) - Ringfinger (digitus anularis) - Lillfinger (digitus minimus) |

En arm, eller "övre extremitet" (latin: membrum superius), är en parig främre extremitet hos människan, det vill säga de två långa och smala delar som sticker ut från axlarna. Armarna är ledade och används till att hålla i och bära saker. De bärs upp av appendikularskelettet. Armarna kallas vänsterarm och högerarm, från egna perspektivet.
Armen indelas i överarm (brachium) och underarm (antebrachium). Överarmens ben heter humerus. Underarmen består av två ben, radius och ulna. I armen ingår ett flertal leder som gör det möjligt att använda armen som ett funktionellt redskap.

## Rörelseapparaten

### Skelett
Huvudartikel: Övre extremitetens skelett
Armens stora räckvidd och flexibilitet beror till stor del på att skulderbladet istället för att vara ledat mot bröstkorgen (thorax) hålls på plats av sexton muskler (se skulderbladets muskler) som kan höja, sänka, rotera, och förskjuta skulderbladet vilket medger ett rörelseomfång på nästan 180°. Till detta kommer handens stora rörelsefrihet som är beroende av underarmens supinatormuskler och vridleder i kombination med tummens placering på handen som medger opposition mot de fyra ulnara fingrarna.

#### Ben
Armens ben är upptill (proximalt) grova och omgivna av kraftiga muskler. Nedtill (distalt) är de små och försedda med många muskler som medger omfattande finmotorik i handen.
Anatomiskt kan en arm indelas i skuldergördel (cingulum membri superioris) som består av nyckelben (clavicula) och skulderblad (scapula). Skuldergördeln kan roteras kring sternoklavikularleden samtidigt som skulderbladet kan roteras kring akromioklavikularleden vilket gör axeln mycket flexibel. Priset för denna flexibilitet är bristande stabilitet, något som kompenseras av de många muskler som omger skuldergördeln. 
Överarmens (brachium) ben, överarmsbenet (humerus), har mycket stor rörelsefrihet genom den "fria" placering som caput humeri har i cavitas glenoidalis. Tillsammans med skuldergördelns flexibilitet och överarmens kraftiga muskler gör detta att överarmen endast hindras i rörelser riktade mot ryggen.
Underarmen (antebrachium) består av armbågsbenet (ulna) och strålbenet (radius). Genom två vridleder kan dessa två ben korsläggas vilket ger handen mycket stor rörelsefrihet.
Handen (manus) kan uppdelas i handlov (carpus), mellanhand (metacarpus) och fingrar (digiti). Handen består av totalt 27 små ben som tillsammans gör handen till ett för människan unikt flexibelt, finmotoriskt ändorgan.

#### Armfraktur
Armfrakturer - eller som de också benämns - frakturer i övre extremiteten, omfattar frakturer på överarmsbenet (humerus) och de två underarmsbenen strålbenet (radius) och armbågsbenet (ulna). För personer som är 50 år eller äldre inträffar cirka 12 000 handledsfrakturer hos kvinnor och cirka 2 500 frakturer hos män per år i Sverige. Motsvarande siffror för fraktur i axeln är drygt 6 000 frakturer hos kvinnor och knappt 2 000 frakturer per år hos män. Majoriteten av alla frakturer i armen kan behandlas icke-operativt, men för de frakturer som opereras finns ett antal olika behandlingsmetoder att välja mellan. 
Statens beredning för medicinsk och social utvärdering (SBU) har gjort en systematisk och kritisk granskning av befintlig publicerad forskning för att undersöka nyttan och eventuella risker av olika behandlingsval vid fraktur i armen hos äldre. 
Enligt rapporten visar inte det vetenskapliga underlaget någon tydlig fördel med att välja operativ behandling före det billigare icke-operativa behandlingsalternativet för äldre patienter med måttligt felställda frakturer i armen. För både kvinnor och män med handled- och axelfrakturer ses under perioden 2005 till 2013 ett ökat antal operationer och den vanligaste operationsmetoden var att operera in en metallplatta, så kallad plattfixation.

#### Leder
| Övre extremitetens leder |
| --- |
| - Sternoklavikularleden (art. sternoclavicularis) - Akromioklavikularleden (art. acromioclavicularis) - Axelleden (art. humeri) - Armbågsleden (art. cubiti) - Handleden (art. radiocarpea) - Knogleder (art. metacarpophalangeae) - Interfalangealleder (art. interphalangeae) |

Armens enda led med resten av kroppen är sternoklavikularleden mellan bröstbenet (sternum) och nyckelbenet (clavicula). Leden kan sägas fungera som en axel för skuldergördeln som kan roteras omkring 30° kring leden. 
I akromioklavikularleden, mellan nyckelbenet och ett av skulderbladets distala utskott, akromion (acromion), kan skulderbladet roteras så att skulderbladets utskott över överarmsbenet (humerus) vrids uppåt, vilket gör att armen kan lyftas långt ovanför huvudet.
Axelleden, humeroscapularleden (art. glenohumeralis) består funktionellt av flera leder mellan bröstbenet (sternum), nyckelbenet (clavicula), skulderbladet (scapula) och överarmsbenet (humerus). Rörelser i axelleden: Adduktion/abduktion, flexion/extension, inåtrotation/utåtrotation. Överarmsbenet sitter ganska löst fast i axeln. 
Armbågsleden (art. cubiti) är leden mellan överarmsbenet, strålbenet (radius) och armbågsbenet (ulna). Då båda kollateralligamenten kring leden fäster på armbågsbenet, betyder detta att rotation kan ske mellan överarmsbenet och strålbenet. Rörelser i armbågsleden är således flexion/extension samt supination/pronation av underarmen.
Vidare finns handlovsleden (art. radiocarpea), i vilken dorsal/palmarflektion samt ulnar/radialdeviation är möjlig.
I handen och fingrarna finns ytterligare leder som möjliggör finmotoriska fingerrörelser. Knoglederna (metakarpofalangeallederna, MCP-lederna) och fingerlederna (interfalangeallederna, PIP- och DIP-lederna) medger stor flexion men mycket liten extension. Adduktion/abduktion av fingrarna sker i knoglederna. Tummens grundled är vriden 45° vilket medger tummens opposition mot de ulnara fingrarna.

### Muskler
| Övre extremitetens muskler                                                               |
| ---------------------------------------------------------------------------------------- |
| - Skuldergördelns muskler - Axelledens muskler - Armbågsledens muskler - Handens muskler |

Huvudartikel: Övre extremitetens muskler
Musklerna i den övre extremiteten kan uppdelas i sådana som böjer (flexerar) och sådana som sträcker (extenderar) lederna. Dessa två muskelgrupper sitter på var sin sida om armen. Flexormusklerna sitter på armens framsida (när man riktar handflatorna framåt) och extensormusklerna på armens baksida. Musklerna omges av en fascia och är åtskilda av benen och bindväv.
Musklerna som flexerar och extenderar handleden och fingerlederna sitter upptill (proximalt) på underarmen. Dessa muskler har långa senor som sträcker sig ut i handen.
I handen finns de muskler som för ihop (adducerar) och isär (abducerar) fingrarna.
Rotatorkuffens fyra muskler, m. teres minor, m. infraspinatus, m. supraspinatus samt m. subscapularis, stabiliserar axelleden.

## Nerver och kärl
| Innervationsområden på höger arms framsida.                               | Innervationsområden på höger arms baksida. |
| Kutana nervernas segmentella fördelning på högerarmen, fram- och baksida. |                                            |

Huvudartikel: Övre extremitetens nerver och kärl

### Nerver
Armens sensoriska och motoriska nerver kommer från spinalnerver i ryggmärgssegment C V–Th I som i axeln flätas ihop till nervflätan plexus brachialis. Därifrån fortsätter de viktigaste nerverna ut i armen: N. musculocutaneus, n. medianus, n. ulnaris, n. axillaris och N. radialis.
Övre extremitetens nerver
- N. dorsalis scapulae
- N. thoracicus longus
- N. subclavius
- N. suprascapularis
- N. pectoralis medialis
- N. pectoralis lateralis
- Nn. subscapulares
- N. thoracodorsalis
- N. cutaneus brachii medialis
- N. cutaneus antebrachii medialis
- N. musculocutaneus
- N. medianus
- N. ulnaris
- N. axillaris
- N. radialis
- Sympatikus

### Artärer

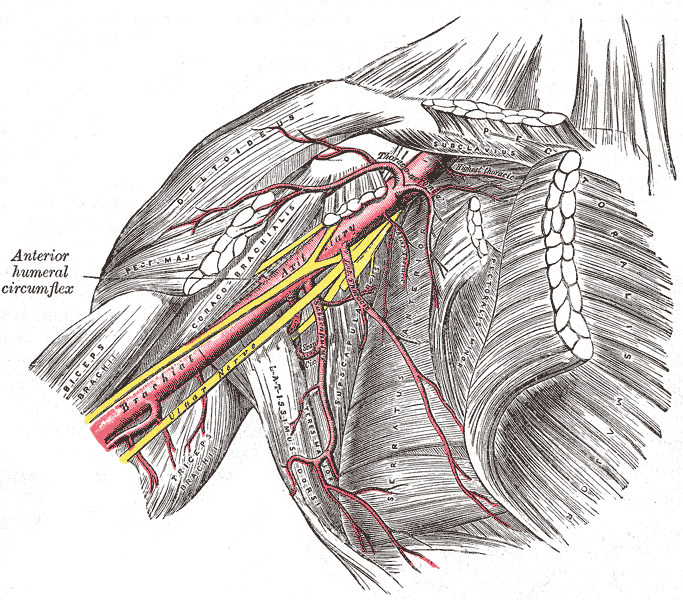
A. axillaris med förgreningar.

- A. axillaris
  - A. thoracoacromialis
  - A. thoracica lateralis
  - A. subscapularis
    - A. circumflexa scapulae
    - A. thoracodorsalis

  - A. circumflexa humeri anterior
  - A. circumflexa humeri posterior
- A. brachialis
  - A. profunda brachii
  - Rete articulare cubiti
- A. ulnaris
  - A. interossea communis
  - A. interossea anterior
  - A. interossea posterior
- Arcus palmaris superficialis
  - Aa. digitales palmares communes
  - Aa. digitales palmares propriae
- A. radialis

## Bildning och ossifikation

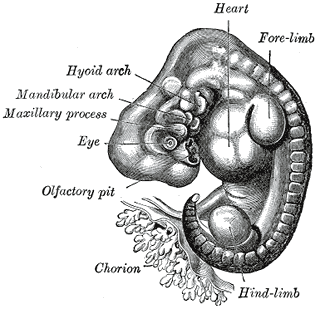
27-30 dagar gammalt foster.

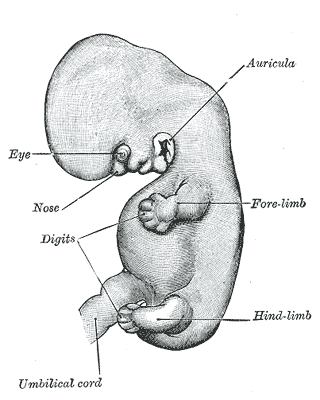
Sjätte fosterveckan.

Bildningen av armen inleds redan i fjärde fosterveckan i form av en lateral knopp mellan ryggradens femte halssegment och första torakalsegment. I åttonde fosterveckan har denna knopp utvecklats till extremitetens tumsida på en i övrigt färdigutvecklad lem.
Ossifikationen av armen inleds under fosterstadiet och avslutas inte förrän i slutet av puberteten. Exempelvis skulderbladet förbenas centralt redan i livmodern men dess mediala delar ossificieras inte förrän vid 18-årsåldern.

## Evolution och variation
Människans arm är homolog med de främre extremiteterna (membrum thoracicum) hos andra landlevande ryggradsdjur men skiljer sig analogt från dessa genom sin laterala placering, dess stora representation i hjärnbalken samt genom handens stora rörelsefrihet och tummens opposition.
De flesta av armens delar som återfinns hos människan återfinns också hos andra djurgrupper, men anpassade till frambenens, vingarnas och fenornas respektive funktioner. Den tänkta "ur-armen" som de olika främre extremiteterna utvecklats ur bör ha liknat en fena. 
Variationen i extremitetens uppbyggnad är störst längst in, vid upphängningen i axialskelettet, samt längst ut, i antalet ändorgan. 
I skuldergördeln återfinns skulderbladet hos de flesta djur, men nyckelbenet endast återfinns hos djur som klättrar och flyger men inte hos fyrbenta djur. Nyckelbenet ersätts hos till exempel fåglar av korpbenet, av vilket i människans skelett bara återstår det lilla korpnäbbsutskottet längst ut på skulderbladet. Korpbenet ger stöd mot bröstbenet i fåglarnas och krokodilernas skelett och finns med denna funktion kvar hos lägre däggdjur, till exempel kloakdjuren. Hos pungdjuren finns korpbenet kvar tidigt i utvecklingsskedet men hos vuxna individer återstår bara utskottet på skulderbladet. Hos människan förbenas korpnäbbsutskottet från egna förbeningskärnor och sammansmälter med skulderbladet först i slutet av puberteten.
Människans hand har fem fingrar, vilket betraktas som en "mall" även för övriga däggdjur. Hos många andra arter har en eller flera fingrar tillbakabildats. Hästens hovar har bara ett "långfinger" medan kons klövar, liksom andra partåiga hovdjurs, dessutom har ett "ringfinger". Sengångaren har två klor på frambenen (och tre på bakbenen).
Den utdöda flygödlan pteranodon tillhörde de arter pterosaurier som tros ha varit anpassade både för glidflykt och att gå på alla fyra ben. Trots att den är mycket avlägset människan var dess "arm" uppbyggd på samma sätt. Ödlan hade en över- och underarm som i vingarnas framkant bildade en bakåtriktad "armbåge". Utanför själva "armen" fanns "handen". Där satt ett jättelångt "lillfinger" med vilket den hud som fungerade som vingar spändes ut. De övriga fingrarna var mycket korta och fungerade som stöd då ödlan tog sig fram på marken.
Hos fåglarna har fingrarna smält samman till ett enda finger och skelettet är mycket tunt och lätt. Bland fåglarna utmärker sig moafåglarna som helt saknade varje antydan till vingar. De tillhörde en ordning vinglösa fåglar som utvecklades under kambrium för omkring 500–550 miljoner år sedan. De flesta arterna är utdöda.
De vattenlevande däggdjurens fenor liknar fiskarnas eftersom de har samma eller likartad funktion, men till exempel valens fena är också den uppbyggd som däggdjurens framben. Förutom att armen är mycket kort består fingrarna av betydligt fler ben, vilket gör fenornas spets styvare.

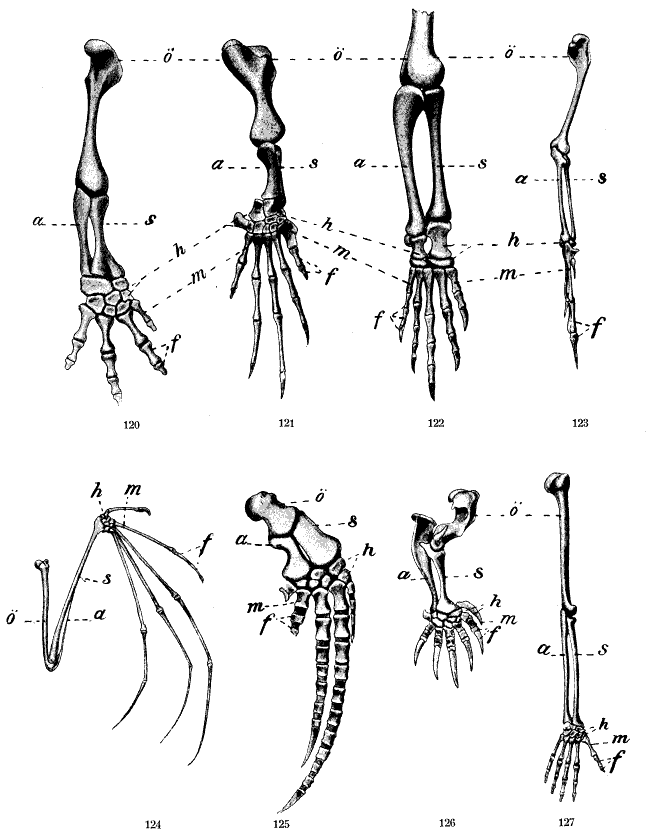
Övre/främre extremiteten hos: Salamander, havssköldpadda, krokodil, fågel, fladdermus, val, mullvad och människa.
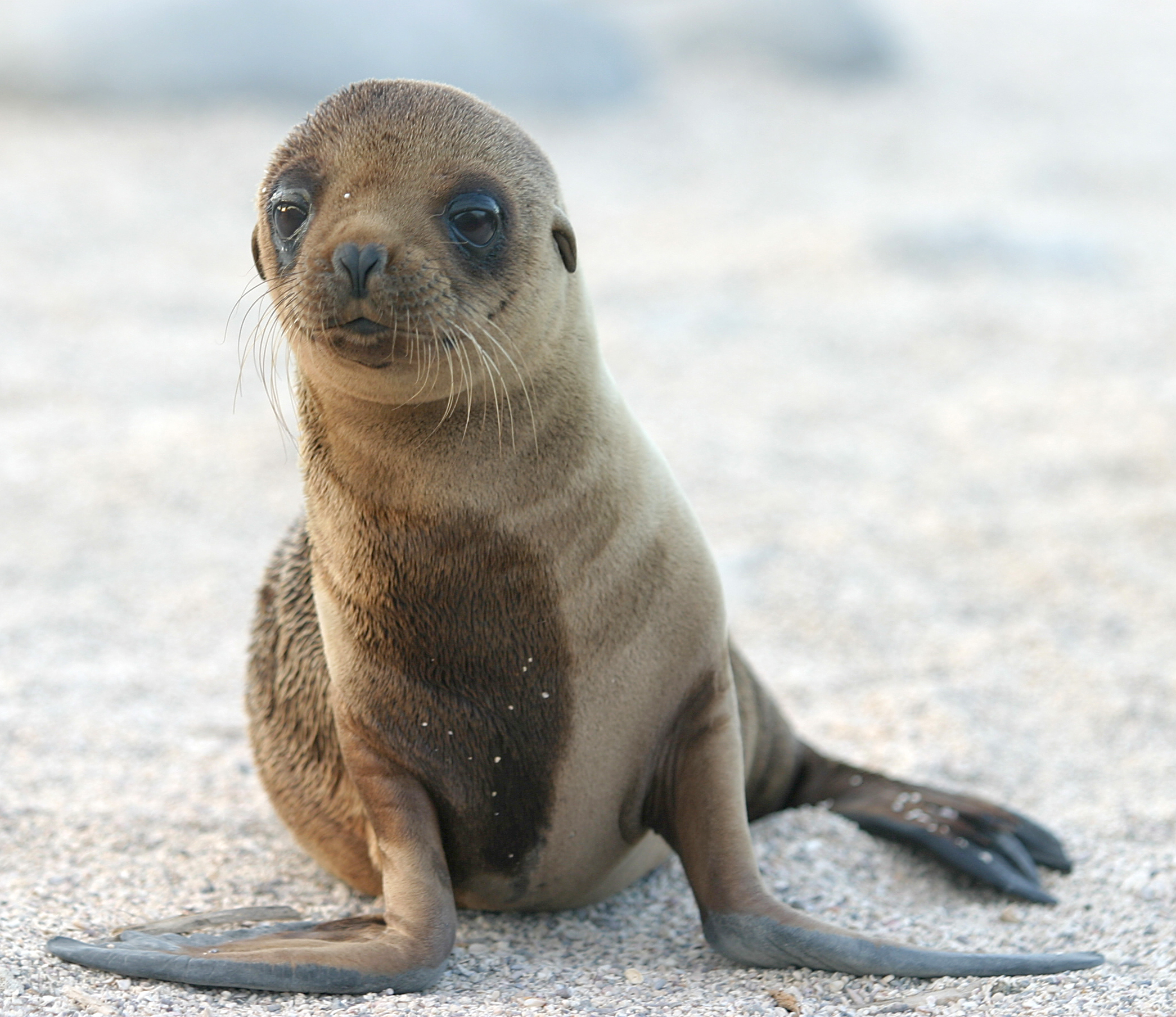
Sjölejonets både går och simmar med sina labbar. Överarmsbenen är inbyggda i kroppen och sjölejonet går alltså på "armbågarna".
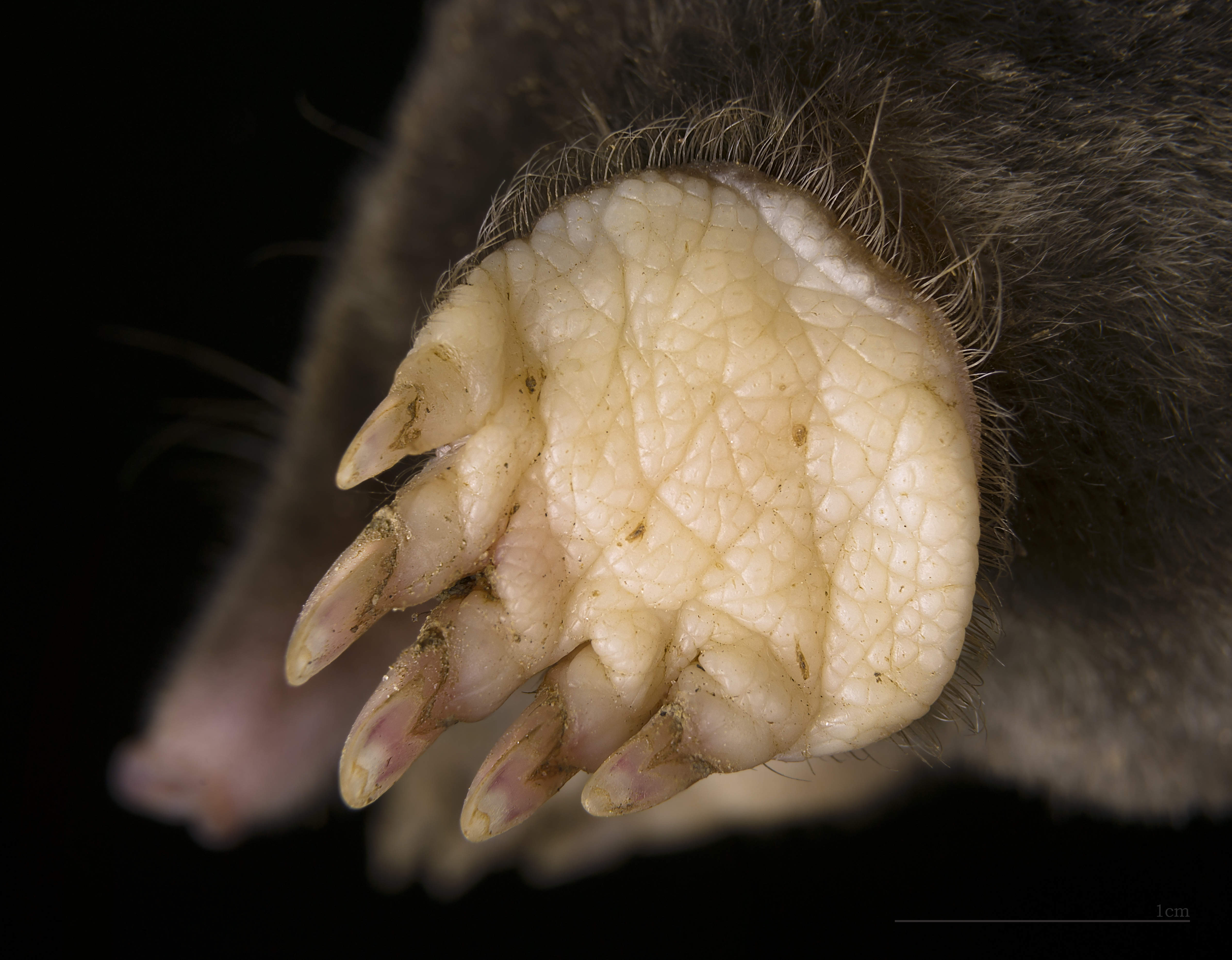
Mullvadens hand har sex ändorgan. (?)
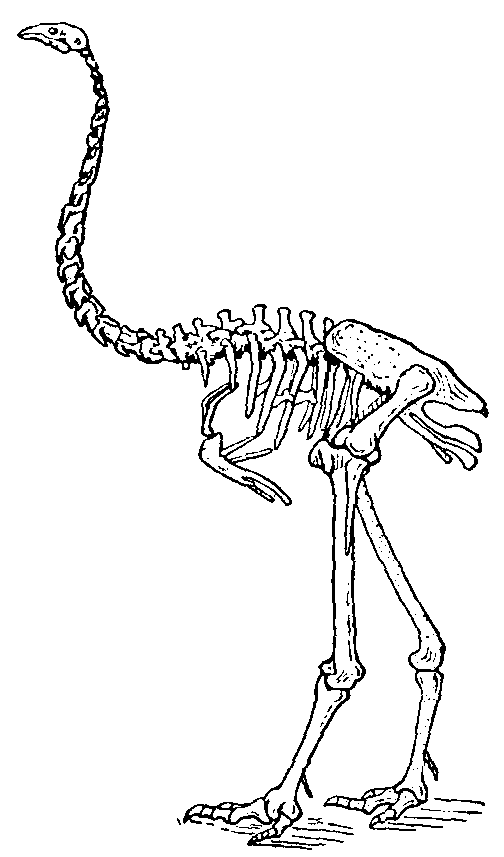
Moafågel.

## Kliniska exempel
Muskler i rotatorkuffen utgör en del av det osteofibrösa tak som stabiliserar axelleden kranialt. Luxationer är vanligare inferiort, då ledhuvudet (caput humeri) lättare kan "hoppa ur" leden där mindre skyddande strukturer finns. Luxationer med ligamentskador och skador på kapseln som följd sker ofta då armen är abducerad 90° och utåtroterad vilket är glenohumeralledens "close packed position", vilken tillåter mycket liten fortsatt utåtrotation utan att caput humeri gör en translatorisk glidning anteriort/superiort och har sönder ligament (lig. glenohumerale och lig. coracohumerale) och kapsel.
- Studentarmbåge
- Änkestöt

## Kultur och symbol

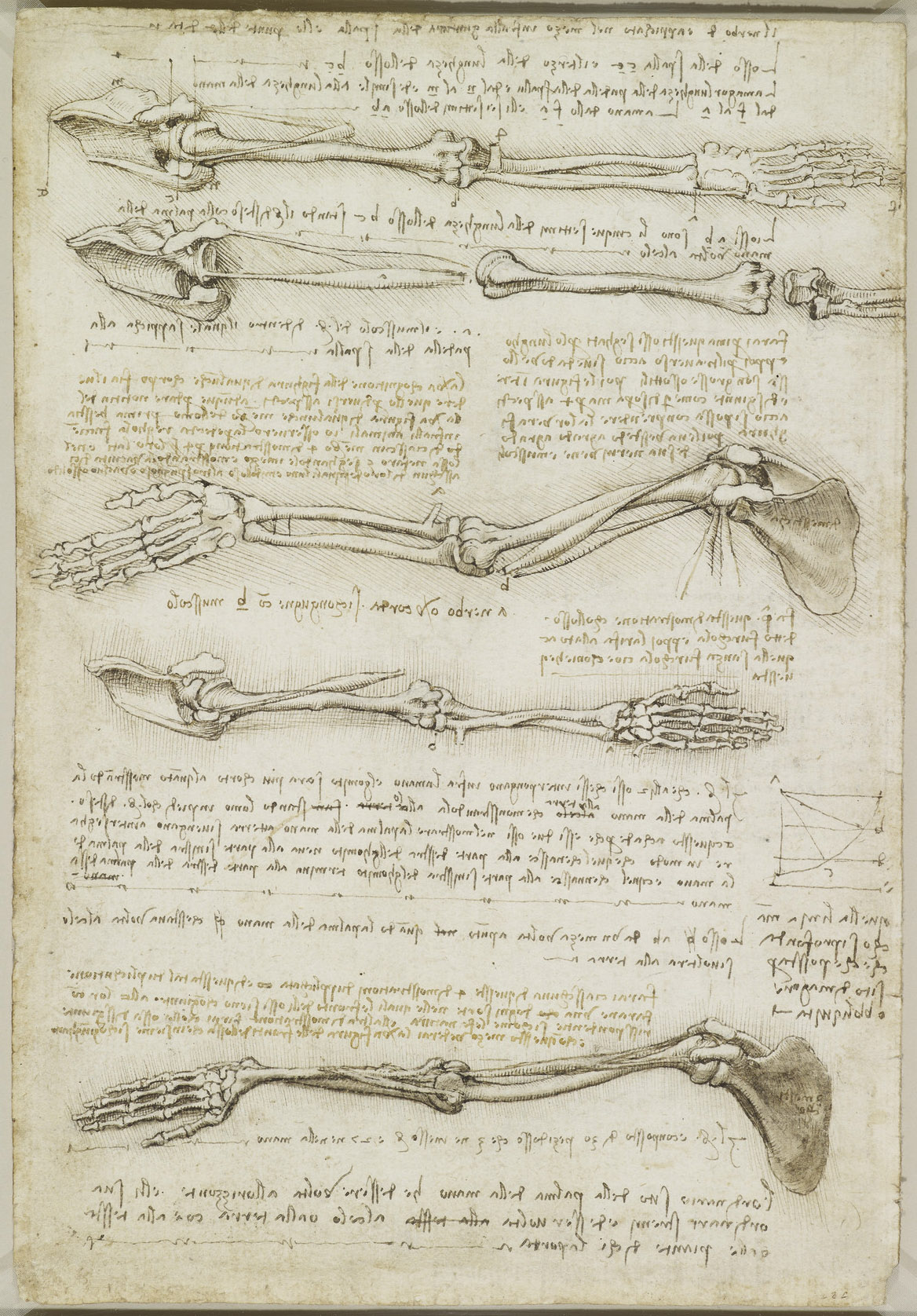
Studier av armen av Leonardo da Vinci.

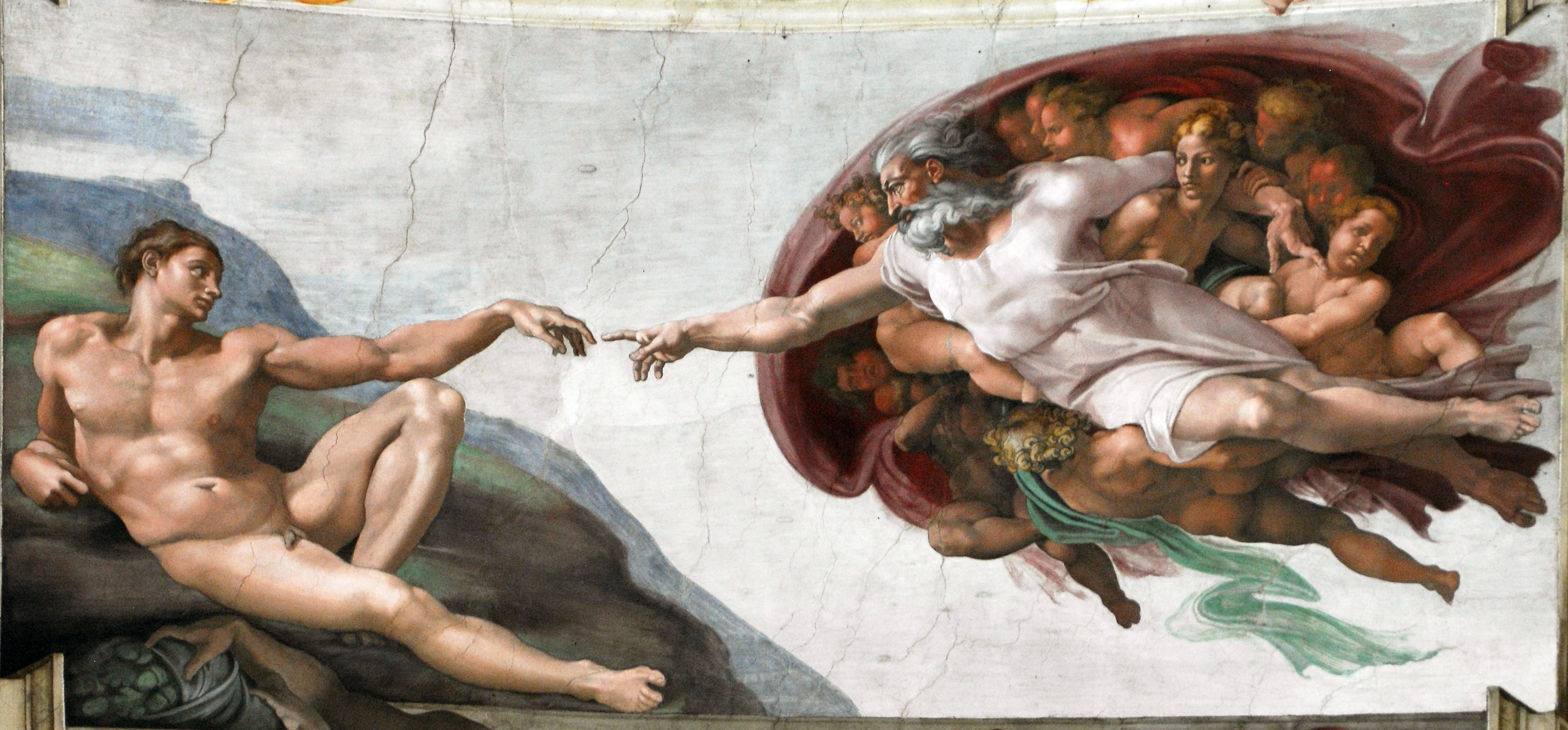
Armen som människans skapande verktyg.

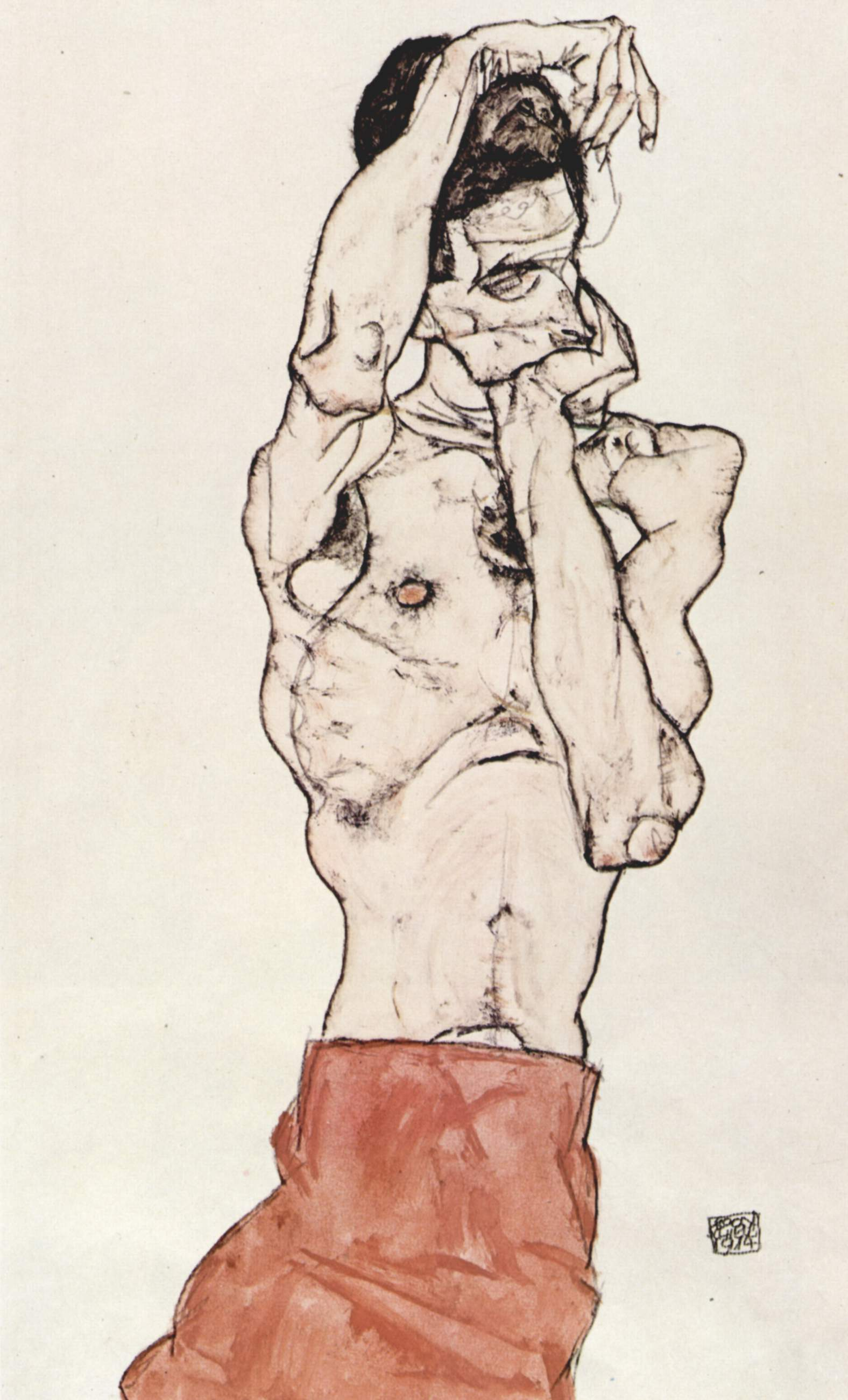
Armen och händerna som känslornas uttryck.

Som den del av människans kropp som närmast svarar mot tanke har armen genom konstens historia och i det offentliga livet fått stor betydelse som symbolbärare genom gester och åtbörder. Till detta bidrar naturligtvis armens och handens stora representation i hjärnan.
- Michelangelo
- El mano
- Egon Schiele